# Sycomacophila gibernaui
Sycomacophila gibernaui är en stekelart som beskrevs av Jean-Yves Rasplus 2003. Sycomacophila gibernaui ingår i släktet Sycomacophila och familjen fikonsteklar.
Artens utbredningsområde är Kamerun. Inga underarter finns listade i Catalogue of Life.